# Consistórios de Alexandre VII
O Papa Alexandre VII (r. 1655–1667) criou 38 novos cardeais em seis consistórios:

## 9 de abril de 1657
1. Flavio Chigi † 13 de setembro de 1693
2. Camillo Melzi † 21 de janeiro de 1659
3. Giulio Rospigliosi (Futuro Papa Clemente IX) † 9 de dezembro de 1669
4. Nicola Guido di Bagno † 27 de agosto de 1663
5. Girolamo Buonvisi † 21 de fevereiro de 1677
6. Francesco Paolucci † 9 de julho de 1661

### in pectore
1. Scipione Pannocchieschi d'Elci (publicado em 29 de abril de 1658)  † 12 de abril de 1670
2. Girolamo Farnese (publicado em 29 de abril de 1658) † 18 de fevereiro de 1668
3. Antonio Bichi (publicado em 10 de novembro de 1659) † 21 de fevereiro de 1691
4. Francesco Maria Sforza Pallavicino, SJ (publicado em 29 de abril de 1658) † 5 de junho de 1667

## 29 de abril de 1658

### in pectore
Nota: todos esses cardeais foram criados em pectore e publicados em 5 de abril de 1660. Eles receberam suas igrejas titulares em 19 de abril de 1660.
1. Volumnio Bandinelli † 5 de junho de 1667
2. Odoardo Vecchiarelli † 31 de julho de 1667
3. Giacomo Franzoni † 19 de dezembro de 1697

### RevelaçãoIn pecture
1. Scipione Pannocchieschi d'Elci (in pectore 9 de abril de 1657))  † 12 de abril de 1670
2. Girolamo Farnese (in pectore 9 de abril de 1657) † 18 de fevereiro de 1668
3. Francesco Maria Sforza Pallavicino, SJ (in pectore 9 de abril de 1657) † 5 de junho de 1667

## 10 de novembro de 1659

### RevelaçãoIn pecture
1. Antonio Bichi (in pectore 9 de abril de 1657) † 21 de fevereiro de 1691

## 5 de abril de 1660
1. Francisco Guilherme de Wartenberg † 1 de dezembro de 1661
2. Pietro Vidoni † 5 de janeiro de 1681
3. Gregorio Barbarigo † 18 de junho de 1697
4. Pascual de Aragón-Córdoba-Cardona e Fernández de Córdoba † 28 de setembro de 1677
5. Francesco Maria Mancini † 29 de junho de 1672

### RevelaçãoIn pecture
1. Volumnio Bandinelli (in pectore 29 de abril de 1658) † 5 de junho de 1667
2. Odoardo Vecchiarelli (in pectore 29 de abril de 1658) † 31 de julho de 1667
3. Giacomo Franzoni (in pectore 29 de abril de 1658) † 19 de dezembro de 1697

## 14 de janeiro de 1664
1. Girolamo Boncompagni † 24 de janeiro de 1684
2. Celio Piccolomini † 24 de maio de 1681
3. Carlo Bonelli † 27 de agosto de 1676
4. Carlo Carafa della Spina  † 19 de outubro de 1680
5. Angelo Celsi † 6 de novembro de 1671
6. Paolo Savelli  † 11 de setembro de 1685

### in pectore
1. Alfonso Michele Litta (publicado em 15 de fevereiro de 1666) † 28 de agosto de 1679
2. Neri Corsini (publicado em 15 de fevereiro de 1666) † 19 de setembro de 1678
3. Paluzzo Paluzzi Altieri degli Albertoni (publicado em 15 de fevereiro de 1666)  † 29 de junho de 1698
4. Cesare Maria Antonio Rasponi (publicado em 15 de fevereiro de 1666) † 21 de novembro de 1675
5. Giannicolò Conti (publicado em 15 de fevereiro de 1666) † 20 Janeiro de 1698
6. Giacomo Filippo Nini (publicado em 15 de fevereiro de 1666) † 11 de agosto de 1680

## 15 de fevereiro de 1666

### in pectore
Nota: todos esses cardeais foram criados em pectore e publicados em 7 de março de 1667.
1. Carlo Roberti † 14 de fevereiro de 1673
2. Giulio Spínola † 11 de março de 1691
3. Vitaliano Visconti † 7 de setembro de 1671
4. Innico Caracciolo † 30 de janeiro de 1685

### RevelaçãoIn pecture
1. Alfonso Michele Litta (in pectore 14 de janeiro de 1664) † 28 de agosto de 1679
2. Neri Corsini (in pectore 14 de janeiro de 1664) † 19 de setembro de 1678
3. Paluzzo Paluzzi Altieri degli Albertoni (in pectore 14 de janeiro de 1664)  † 29 de junho de 1698
4. Cesare Maria Antonio Rasponi (in pectore 14 de janeiro de 1664) † 21 de novembro de 1675
5. Giannicolò Conti (in pectore 14 de janeiro de 1664) † 20 Janeiro de 1698
6. Giacomo Filippo Nini (in pectore 14 de janeiro de 1664) † 11 de agosto de 1680

## 7 de março de 1667
1. Giovanni Delfino † 19 de julho de 1699
2. Guidobald von Thun † 1º de junho de 1668
3. Luís II, Duque de Vendôme † 12 de agosto de 1669
4. Luís Guilherme de Moncada, 7.º Duque de Montalto † 4 de maio de 1672

### RevelaçãoIn pecture
1. Carlo Roberti (in pectore 15 de fevereiro de 1666) † 14 de fevereiro de 1673
2. Giulio Spínola (in pectore 15 de fevereiro de 1666) † 11 de março de 1691
3. Vitaliano Visconti (in pectore 15 de fevereiro de 1666) † 7 de setembro de 1671
4. Innico Caracciolo (in pectore 15 de fevereiro de 1666) † 30 de janeiro de 1685